# Rahel Varnhagen
Rahel Levin, épouse Rahel Varnhagen von Ense, appelée Rahel Robert ou Robert-Tornow depuis les années 1790, baptisée Friedericke Antonie en 1814, est une écrivaine prussienne de l'époque du romantisme, née le 19 mai 1771 et morte le 7 mars 1833 à Berlin.

## Biographie
Rahel Levin naît en 1771 dans une famille juive à Berlin, fille aînée du commerçant Markus Levin et de sa femme Chaie Levin.
Après plusieurs relations malheureuses, elle se marie avec l'écrivain, historien et diplomate Karl August Varnhagen von Ense le 27 septembre 1814 et se convertit au christianisme.
Rahel Varnhagen est surtout connue pour ses salons littéraires qui sont fréquentés par des écrivains, scientifiques, politiciens et aristocrates, comme Jean Paul, Ludwig Tieck, Friedrich Schlegel, Hegel, Heinrich Heine, Ludwig Börne, Eduard Gans, Wilhelm von Humboldt, Alexander von Humboldt, Friedrich de La Motte-Fouqué, des membres de la famille Mendelssohn, le prince Hermann von Pückler-Muskau, le prince Louis-Ferdinand et son amante Pauline Wiesel.
Le couple Varnhagen rend visite à Goethe à Weimar plusieurs fois.
L'œuvre littéraire de Rahel Varnhagen se compose surtout de ses journaux et des centaines de lettres qui furent éditées après sa mort en 1833 par son mari et plus tard par sa nièce Ludmilla Assing.
La collection Varnhagen se trouve aujourd'hui à la Staatsbibliothek de Berlin, les manuscrits à la Biblioteka Jagiellonska à Cracovie car ils furent transportés en Silésie pendant la Seconde Guerre mondiale et se trouvaient donc en territoire polonais par la suite.
Dominique Bona relate dans sa biographie sur Clara Malraux (Grasset) sa comparaison avec Rahel Varnhagen (a/c p. 487) : « Rahel et Clara ont eu la même volonté de se distinguer et de se hisser au plus haut niveau. Plus cultivée que Rahel, ayant été élevée dans une famille qui a le culte du savoir et des livres, Clara est une femme brillante, dont l'esprit fuse. Ces deux personnalités de leur temps expriment une nette préférence pour la modernité et n'ont jamais eu la nostalgie de vivre dans une autre époque que la leur. L'Europe des Lumières est pour elles deux un modèle… »

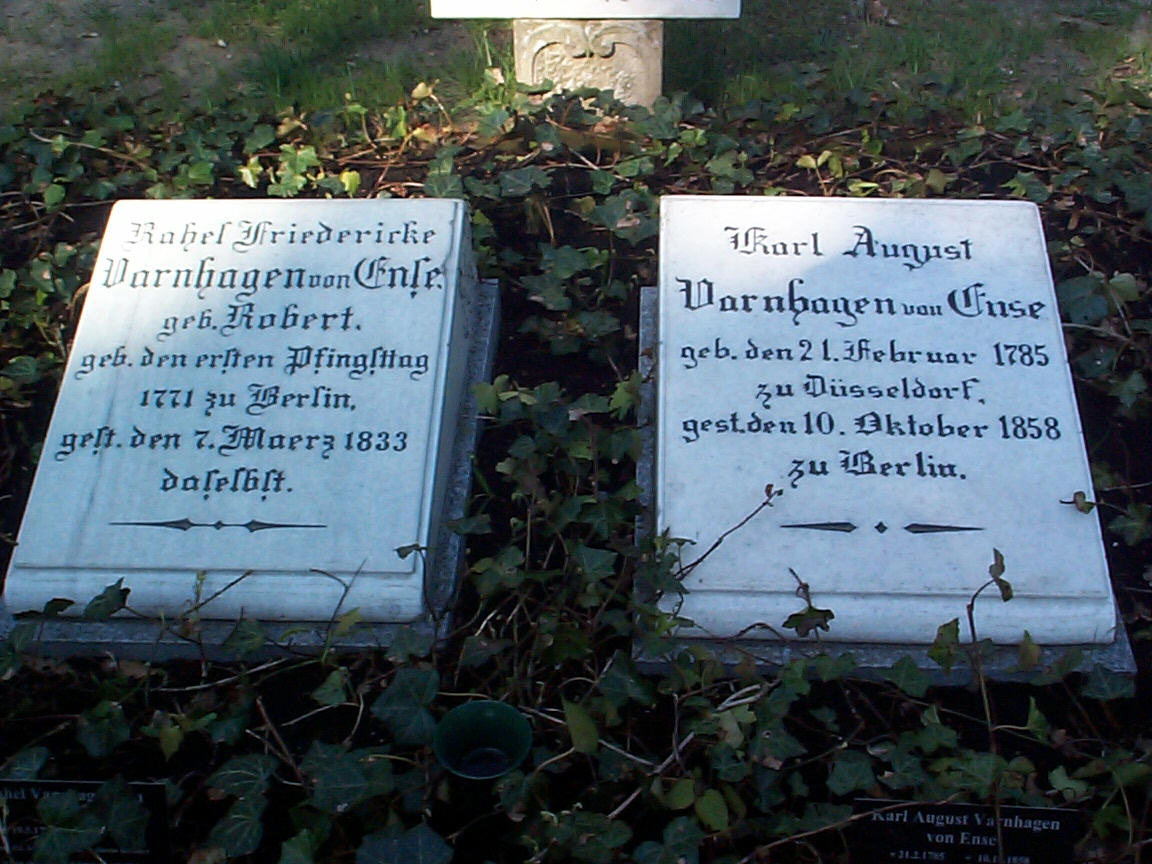
La tombe de Rahel Varnhagen et son mari au cimetière de la Trinité à Berlin.